# 薛公達
薛公達（?—?），唐朝河中府宝鼎县（今山西省河津市西南）人，水部郎中薛播之子，《新唐书宰相世系表》记载他是，薛播弟弟禮部侍郎薛據的儿子。
薛公达擢进士第。在凤翔节度使幕府。节度使粗鲁不文，曾经集合军队射箭，设箭靶高数十尺，下令：“射中者奖赏锦与金。”全军无人能中。薛公达执弓矢作揖说：“我来助兴。”射三发连中，众人大声呼笑。节度使不高兴，后来薛公达自己离职而去。薛公达再去河阳节度使幕府。官至国子助教在东都洛阳去世。